# Golaš
Golaš (olaszul: Moncalvo) falu Horvátországban, Isztria megyében. Közigazgatásilag Baléhoz tartozik.

## Fekvése
Az Isztriai-félsziget nyugati részén, Rovinjtól 11 km-re keletre, községközpontjától 5 km-re északra a Pólából Buje felé menő, az Isztria nyugati részét átszelő 21-es számú főút fekszik.

## Története
1880-ban 71, 1910-ben 140 lakosa volt. Az első világháború következményei nagy politikai változásokat hoztak az Isztrián. 1920-tól 1943-ig az Isztriával együtt olasz uralom alá tartozott. Az olasz kapitulációt (1943. szeptember 8.) követően az Isztria német megszállás alá került, mely 1945-ig tartott. A háborút hosszas diplomáciai harc követte Jugoszlávia és Olaszország között az Isztria birtoklásáért. Az 1947-es párizsi békekonferencia Jugoszláviának ítélte, melynek következtében az olasz anyanyelvű lakosság Olaszországba menekült. 1991-óta a független Horvátországhoz tartozik. 2011-ben a falunak 115 lakosa  volt.

## Lakosság
| Lakosság változása | Lakosság változása | Lakosság változása | Lakosság változása | Lakosság változása | Lakosság változása | Lakosság változása | Lakosság változása | Lakosság változása | Lakosság változása | Lakosság változása | Lakosság változása | Lakosság változása | Lakosság változása | Lakosság változása | Lakosság változása |
| ------------------ | ------------------ | ------------------ | ------------------ | ------------------ | ------------------ | ------------------ | ------------------ | ------------------ | ------------------ | ------------------ | ------------------ | ------------------ | ------------------ | ------------------ | ------------------ |
| 1857               | 1869               | 1880               | 1890               | 1900               | 1910               | 1921               | 1931               | 1948               | 1953               | 1961               | 1971               | 1981               | 1991               | 2001               | 2011               |
| 0                  | 0                  | 71                 | 107                | 163                | 140                | 126                | 189                | 162                | 146                | 121                | 104                | 121                | 103                | 92                 | 115                |